# 具槽稈荸荠
具槽稈荸荠（学名：Eleocharis valleculosa），为莎草科荸荠属下的一个种。

## 扩展阅读
維基物種上的相關：具槽稈荸荠